# أدولف تيودور كوبفر
أدولف تيودور كوبفر (الروسية: Купфер, Адольф Яковлевич) (و. 1799 – 1865 م) هو فيزيائي من الإمبراطورية الروسية . ولد في جيلغافا
وكان عضواً في الجمعية الملكية .
توفي في سانت بطرسبرغ، عن عمر يناهز 66 عاماً.

## جوائز
حصل على جوائز منها:
- Order of Saint Anna, 1st class
- Order of Saint Stanislaus, 1st class
- Order of St. Vladimir, 3rd class.